# 17. Panzer-Division
17. Panzer-Division var en pansardivision i den tyska armén under andra världskriget. Divisionen sattes upp ur 27. Infanterie-Division i november 1940.

## Slaget vid Korsun
Deltog som en del av III. Panzerkorps i försöken att undsätta de inringade trupperna kring Korsun.

## Befälhavare[1]
- Generalmajor Karl von Weber (militär) (1 nov 1940 - 17 juli 1941)
- Generalmajor Wilhelm von Thoma (17 juli 1941 - 15 sep 1941)
- Generalleutnant Hans-Jürgen von Arnim (15 sep 1941 - 11 nov 1941)
- Oberst Rudolf-Eduard Licht (11 nov 1941 - 10 okt 1942)
- Generalmajor Fridolin von Senger und Etterlin (10 okt 1942 - 16 juni 1943)
- Generalleutnant Walter Schilling (16 juni 1943 - 21 juli 1943)
- Generalmajor Karl-Friedrich von der Meden (21 juli 1943 - 20 sep 1944)
- Oberst Rudolf Demme (20 sep 1944 - 2 dec 1944)
- Oberst Albert Brux (2 dec 1944 - 19 jan 1945)
- Generalmajor Theodor Kretschmer (1 feb 1945 - 8 maj 1945)

## Organisation
Divisionens organisation 1941.
- Stab
- 39. Panzer-Regiment
- 17. Schützen-Brigade
  - 40. Schützen-Regiment
  - 63. Schützen-Regiment
  - 17. Kradschützen-Bataillon (Cykelskyttebataljon)
- 27. Artillerie-Regiment
- 27. Aufklärungs-Abteilung
- 27. Panzerjäger-Abteilung
- 27. Panzer-Pionier-Bataillon
- 27. Nachrichten-Abteilung
- 27. Versorgungstruppen

Divisionens organisation 1944.
- Stab
- 39. Panzer Regiment
- 40. Panzergrenadier Regiment
  - Panzergrenadier-Bataillon I
  - Panzergrenadier-Bataillon II
  - Panzergrenadier-Bataillon III
  - Infanterie Geschütz Kompanie motoriserat
  - Pionier Kompanie motoriserat
- 27. Panzerjäger-Abteilung Pansarvärnsbataljon
  - Panzerjäger-Kompanie motoriserat pansarvärnskompani
  - Sturmgeschütz-Kompanie självgående
  - Sturmgeschütz-Kompanie självgående
- 27. Aufklärungs-Abteilung Spaningsbataljon
- 27. Artillerie-Regiment
  - Artillerie-Abteilung I självgående
  - Artillerie-Abteilung II motoriserat
  - Artillerie-Abteilung III motoriserat
- 297. Heers Flak-Abteilung Luftvärnsbataljon
- 27. Nachrichten-Abteilung Signalbataljon
- 27. Pionier-Bataillon Pionjärbataljon